# Осада Гина
Осада Гина проходила с мая по июль 1352 года, когда французская армия под командованием Жоффруа де Шарни безуспешно попыталась отбить французский замок в Гине, который был захвачен англичанами в январе предыдущего года. Осада была частью Столетней войны и произошла во время непростого и часто прерываемого Калеское перемирия.
Англичане захватили сильно укреплённый замок во время номинального перемирия, и английский король Эдуард III решил сохранить его. Шарни возглавил 4500 человек и отбил город, но не смог блокировать замок. После двух месяцев ожесточённых боев крупная ночная атака англичан на французский лагерь привела к тяжёлому поражению, и французы отступили. Гин был включён в черту Кале. Замок Франция осаждала снова в 1436 и 1514 годах, но каждый раз его освобождали, прежде чем он окончательно пал натиском французов в 1558 году.

## Предыстория
Со времени нормандского завоевания 1066 года английские монархи владели титулами и землями во Франции, владение которыми делало их вассалами королей Франции. После серии разногласий между королём Франции Филиппом VI (годы правления 1328–1350) и королём Англии Эдуардом III (годы правления  1327–1377), 24 мая 1337 года Королевский совет Филиппа в Париже согласился, что земли, принадлежавшие Эдуарду во Франции, должны быть переданы обратно в руки Филиппа, потому что Эдуард нарушил свои обязательства вассала. Это ознаменовало начало Столетней войны, которая продлилась 116 лет. После девяти лет дорогостоящей, но безрезультатной войны, Эдуард в июле 1346 года высадился с армией на севере Нормандии. Затем он предпринял шевоше к воротам Парижа и затем на север Франции. Англичане сразились с гораздо более многочисленной армии Филиппа в битве при Креси, где французы потерпели поражение с тяжёлыми потерями.
Эдуарду нужен был порт, где его армия могла бы перегруппироваться и пополнить запасы с моря. Порт Кале под Ла-Маншем подходил для этой цели; он также был хорошо защищён и мог стать безопасным перевалочным пунктом во Францию для английских армий. В Кале можно было легко пополнить запасами с моря и защитить с суши. Армия Эдуарда осадила порт в сентябре 1346 года. Поскольку истощились французские финансы и упал моральный дух после поражения в Креси, Филиппу не удалось освободить город, и голодающие защитники сдались 3 августа 1347 года. К 28 сентября было заключено Калеское перемирие. Оно было направлено на временное прекращение боевых действий. Оно должно было продлиться девять месяцев до 7 июля 1348 года, но неоднократно продлевалось. Перемирие не остановило ни продолжающиеся военно-морские столкновения между двумя странами, ни мелкие боевые действия в Гаскони и Бретани.
В июле 1348 года член Королевского совета Жоффруа де Шарни был назначен командующим всеми французскими войсками на северо-востоке. Несмотря на то, что перемирие действовало, Шарни разработал план по возвращению Кале обманным путем и подкупил Америго Павийского, итальянского офицера городского гарнизона, чтобы тот открыл ворота для возглавляемых им войск. Английский король узнал о заговоре, пересёк Ла-Манш и повёл своих рыцарей и гарнизон Кале в внезапную контратаку. Когда французы подошли в первый день нового 1350 года, они были разбиты войском короля (которое было меньше по силе, в сравнении с французским), понеся значительные потери, а все их лидеры были взяты в плен или убиты; Шарни был в числе пленных.
В конце 1350 года Рауль де Бриенн, коннетабль Франции, вернулся после более чем четырёхлетнего пребывания в английском плену. Он был освобождён лично Эдуардом и ожидал передачи выкупа. Это была огромная сумма, по слухам, 80 000 экю; больше, чем Рауль мог себе позволить. Было решено, что вместо этого он отдаст город Гин в 9,7 км от Кале, который находился в его владении. Это был распространённый метод выплаты выкупа. У Гина была чрезвычайно сильный донжон, и он был ведущим укреплением во французском оборонительном кольце вокруг Кале. Английское владение городом имело большое значение для защиты Кале от внезапных атак. Гин представлял для Рауля небольшую финансовую ценность, и было ясно, что Эдуард был готов принять его вместо полного выкупа только из-за его стратегического положения. Возмущенный попыткой ослабить блокаду Кале, новый французский король Иоанн II казнил Рауля за измену, что помешало осуществлению сделки. Это вмешательство короны в личные дела дворянина, особенно такого высокого статуса, вызвало бурю негодования во Франции.

## Атака англичан

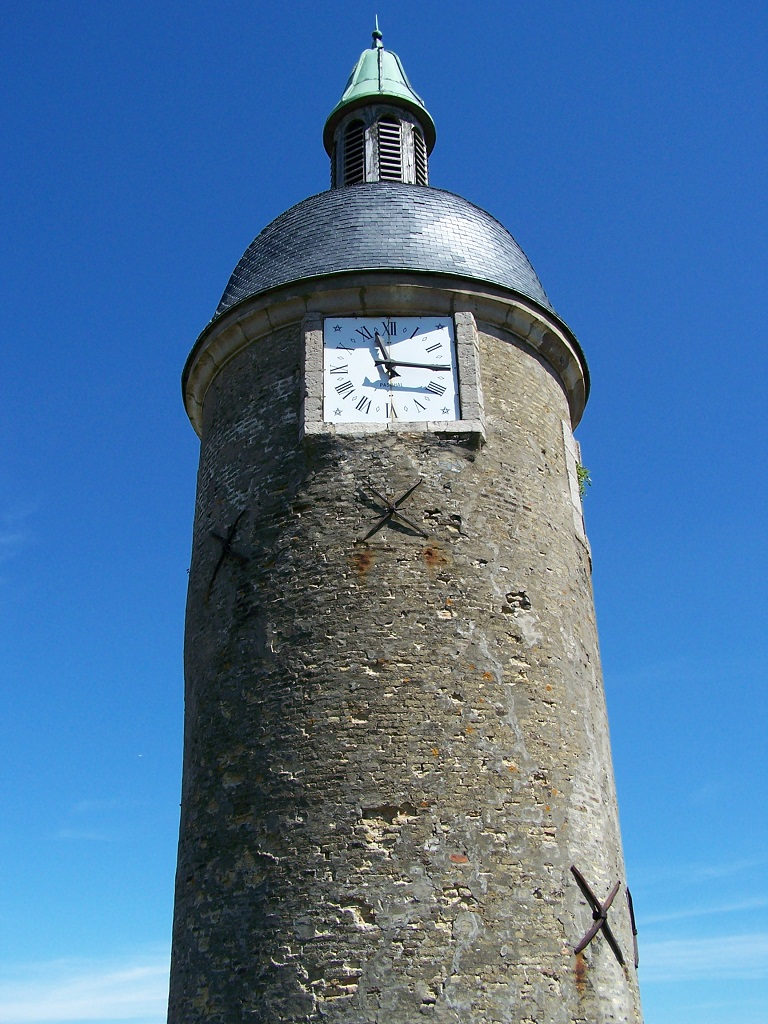
Донжон Гина в 2007 году

В начале января 1352 года отряд английских наёмных солдат под предводительством Джона Донкастера захватил город Гин полуночной эскаладой. Укрепления в Гине часто использовались как помещения для английских пленных. Согласно некоторым современным отчëтам, Донкастер находился в Гине на принудительных работах после того, как был взят в плен в начале войны, и, воспользовашись возможностью, изучил оборону города. После освобождения он остался во Франции в составе гарнизона Кале, так как был сослан из Англии за насильственные преступления. Один из этих источников предполагает, что Донкастер узнал подробности защиты Гина благодаря роману с французской прачкой. Французский гарнизон Гина не ожидал нападения, и отряд Донкастера пересек ров, перелез через стены, убил часовых, штурмовал донжон, освободил там английских пленников и захватил весь замок.
Французы были в ярости: исполняющий обязанности командующего Юго де Бельконруа был задержан, повешен и четвертован за неисполнение служебных обязанностей по приказу Шарни, вернувшегося во Францию после выкупа из английского плена. Французские послы бросились в Лондон, чтобы 15 января выразить Эдуарду решительный протест. Таким образом, Эдуард оказался в затруднительном положении. Англичане укрепляли оборону Кале путём строительства укрепленных башен или бастионов в узких местах на дорогах через болота, ведущих в город. Эти укрепления не могли конкурировать с обороной Гина, и владение городом значительно повысило бы безопасность английского анклава вокруг Кале. Однако его сохранение было бы грубым нарушением действовавшего тогда перемирия. Эдуард потерял бы честь и доверие и, возможно, возобновилась бы открытая война, к которой король не был готов. Поэтому он приказал английским войскам вернуть Гин.
По совпадению, английский парламент должен был собраться на первое заседание 17 января. Несколько членов Королевского совета произнесли пламенные, воинственные речи, и убедили парламент одобрить трехлетние военные налоги. Убедившись, что у него есть достаточная финансовая поддержка, Эдуард передумал отдавать Гин. К концу января капитан Кале получил новый приказ: принять на себя гарнизон Гина от имени короля. Донкастер был помилован и награжден. Будучи преисполнены решимости нанести ответный удар, французы предприняли отчаянные меры по сбору денег и приступили к созданию армии.

## Атака французов

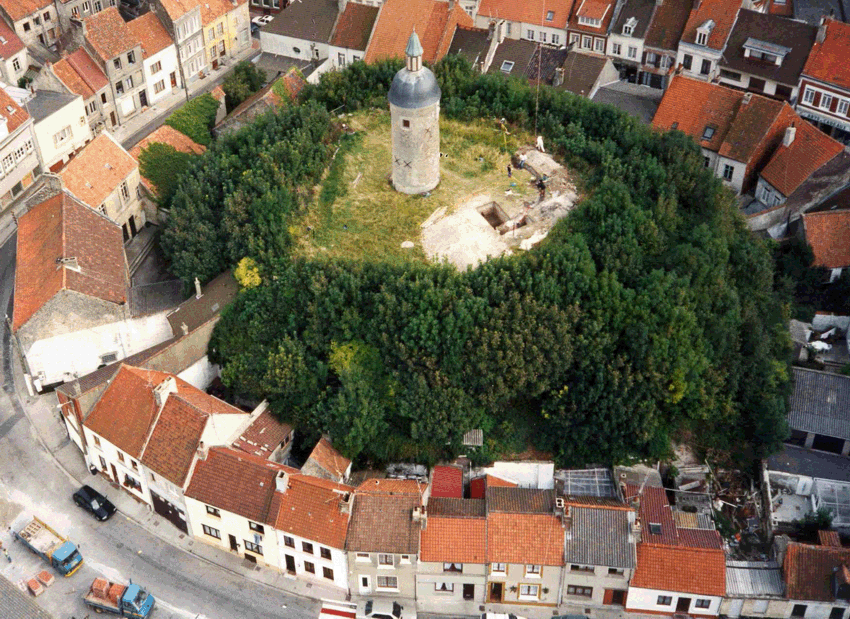
Мотт и донжон замка Гин в 2012 году

Начало боевых действий в Гине привело к тому, что боевые действия также вспыхнули в Бретани и районе Сентонж на юго-западе Франции, но основные усилия французов были направлены против Гина. Жофруа де Шарни снова был назначен командующим всеми французскими войсками на северо-востоке. Он собрал армию из 4500 человек, в том числе 1500 латников и большое количество итальянских арбалетчиков. К маю 115 человек английского гарнизона под командованием Томаса Хогшоу оказались в осаде. Французы вновь заняли город, но им было трудно приблизиться к замку. Болотистая местность и множество мелких водных путей затрудняли подход с большинства направлений, но при этом облегчали снабжение и подкрепление гарнизона по воде. Шарни решил, что единственный возможный путь - через главный вход, обращенный к городу, который защищал мощный барбакан. Он приказал превратить конвент неподалёку в крепость, окружённую толстым частоколом, и разместил там катапульты и пушки.
К концу мая английские власти, обеспокоенные этими приготовлениями, собрали силы численностью более 6000 человек, которые постепенно были переброшены в Кале. Оттуда они преследовали французов, ведя то, что современный историк Джонатан Сампшен описывает как «жестокие и непрерывные бои» в течение июня и начала июля. В середине июля из Англии прибыл большой контингент войск, и, усиленный большей частью гарнизона Кале, им удалось незамеченными приблизиться к Гину и начать ночную атаку на французский лагерь. Многие французы были убиты, а большая часть частокола вокруг конвента была разрушена. Вскоре после этого Шарни отказался от осады, оставив гарнизон для удержания конвента.
Французы захватили и повредили недавно построенную английскую башню во Фретене, в 4,8 км к юго-западу от Кале, затем отступили к Сент-Омеру, где их армия распалась. В течение остальной части года англичане расширили свой анклав вокруг Кале, строя и усиляя укрепления на всех подъездных путях через болота вокруг Кале, образуя то, что стало английским Кале. Потенциальная наступательная угроза, исходящая от Кале, вынудила французов разместить 60 укрепленных позиций по дуге вокруг города, что стоило огромных затрат.

## Последствия
Война также пошла плохо для французов на других фронтах, и, при поддержке нового папы Иннокентия VI, в начале 1353 года в Гине были проведены мирные переговоры. 6 апреля 1354 года проект был согласован. Мир в Гине положил бы конец войне, во многом в пользу Англии. Той зимой послы Франции и Англии отправились в Авиньон, чтобы ратифицировать договор в присутствии Папы. Этого не произошло, поскольку французский король был убеждён, что ещё один раунд войны может поставить его в лучшую позицию на переговорах, и отозвал своих представителей.
Шарни был убит в 1356 году в битве при Пуатье, когда французская королевская армия потерпела поражение от небольших англо-гасконских сил под командованием сына Эдуарда, Черного принца, а Иоанн был взят в плен. В 1360 году мир в Бретиньи положил конец войне, и обширные территории Франции были переданы Англии; включая Гин и его графство, которое стало частью английского Кале. Замок осаждали французы в 1436 и 1514 годах, но каждый раз его освобождали. Гин оставался в руках англичан, пока не был отбит французами в 1558 году.